# Martin von Leibitz
Martin von Leibitz OSB (* um 1400 in Ľubica; † 28. Juli 1464 in Wien) war Benediktiner, Abt des Wiener Schottenstiftes und Vertreter der Melker Reform.

## Leben
Martin, der einer deutschsprachigen Familie aus der Zips entstammte, besuchte zunächst die Lateinschulen in Krakau und Neisse und studierte anschließend ab dem Wintersemester 1420 die Artes an der Universität Wien, wo er 1424 seinen Magister erwarb und seine ersten Vorlesungen hielt. Er schloss ein Studium des kanonischen Rechtes an, welches er allerdings wahrscheinlich nicht abschloss. Auf der Rückreise von einer Pilgerfahrt nach Rom trat er in Subiaco in das Kloster Sacro Speco ein. Dieses wichtige Reformkloster wurde damals von zahlreichen Deutschen aufgesucht. Martin verließ Subiaco aber wieder, weil ihm die allzu asketische Lebensweise nicht zusagte, und kehrte nach Wien zurück. Hier trat er vor 1431 in das Schottenstift ein, wo er  1435 zum Prior ernannt wurde.
Nach dem Tod des Abtes Johannes von Ochsenhausen wurde Martin 1446 selbst zum Abt des Schottenstiftes gewählt. Als solcher trieb er durch den intensiven Austausch mit der Wiener Universität und dem Stift Melk den wissenschaftlichen Aufschwung des Schottenstiftes voran. Zu diesem Zweck ließ er auch die Stiftsbibliothek ausbauen. Auf Initiative des päpstlichen Legaten Nikolaus von Kues visitierte Martin als Vertreter der Melker Reform gemeinsam mit Abt Laurenz Gruber von Klein-Mariazell und dem Melker Professen Johannes Schlitpacher 1451 bis 1452 die Benediktinerklöster der Salzburger Kirchenprovinz. 1460 resignierte Martin aus unbekannten Gründen als Abt. Bis zu seinem Tod 1464 war er schriftstellerisch tätig.

## Werke
- Sermo de visitatione.
- Ceremonialia.
- Trialogus de militia christiana.
- Trialogus de gratitudine beneficiorum Dei.
- Senatorium.
- Quotlibetarium.

Martins wohl bekanntestes Werk ist sein Senatorium, ein fiktives Gespräch zwischen Greis und Jüngling, welches zwischen 1460 und 1464 entstand und in dem Martin seine eigene Lebensgeschichte reflektiert. Seit dem 18. Jahrhundert wird es aufgrund der darin enthaltenen Schilderung der Visitationsreise von 1451/1452 aber auch aufgrund seines Charakters als Selbstzeugnis immer wieder von der Forschung aufgegriffen.